# Число Хагена
Число Хагена (Hg) — критерий подобия в гидродинамике. Выражает отношение напора к вязкому трению.
{\displaystyle {\text{Hg}}={\frac {L^{3}}{\rho \nu ^{2}}}\left(-{\frac {dp}{dx}}\right),}
где:
{\displaystyle {\frac {dp}{dx}}} — градиент давления (знак «минус», связан с тем, что жидкость движется в сторону, противоположную направлению градиента);
{\displaystyle L} — характеристическая длина;
{\displaystyle \nu } — кинематическая вязкость;
{\displaystyle \rho } — плотность.
Названо в честь немецкого инженера-гидравлика Г. Хагена (Гагена).

## Частные случаи
Число Хагена является обобщением чисел Архимеда и Грасгофа. Так, если градиент давления обусловлен только силой тяжести:
{\displaystyle {\frac {dp}{dx}}=-g\Delta \rho ,}
то мы получаем число Архимеда.
Если же градиент давления связан с тепловым расширением:
{\displaystyle {\frac {dp}{dx}}=-g\rho \beta \Delta T,}
то получается число Грасгофа.